# Basilique Saint-Nicolas de Nantes
Cette  basilique n’est pas la seule basilique Saint-Nicolas.
La basilique Saint-Nicolas de Nantes est une basilique catholique de style néogothique située dans le centre-ville de Nantes. C'est l'une des deux basiliques de la ville, avec la basilique Saint-Donatien-et-Saint-Rogatien.

## Historique

### La première église
Une chapelle ou une petite église succursale est érigée entre la seconde moitié du XIe et la fin du XIIe siècle. Le prêtre théologien et historien Nicolas Travers, au XVIIIe siècle, émet l'hypothèse d'une construction avant 1186, se basant sur l'existence d'un « cimetière Saint-Nicolas », mentionné cette année-là. À cette époque, le secteur fait partie de la paroisse Saint-Similien. En 1226, Pierre Ier de Bretagne lance la construction d'une enceinte qui englobe le quartier Saint-Nicolas.

### Extension duXVesiècle

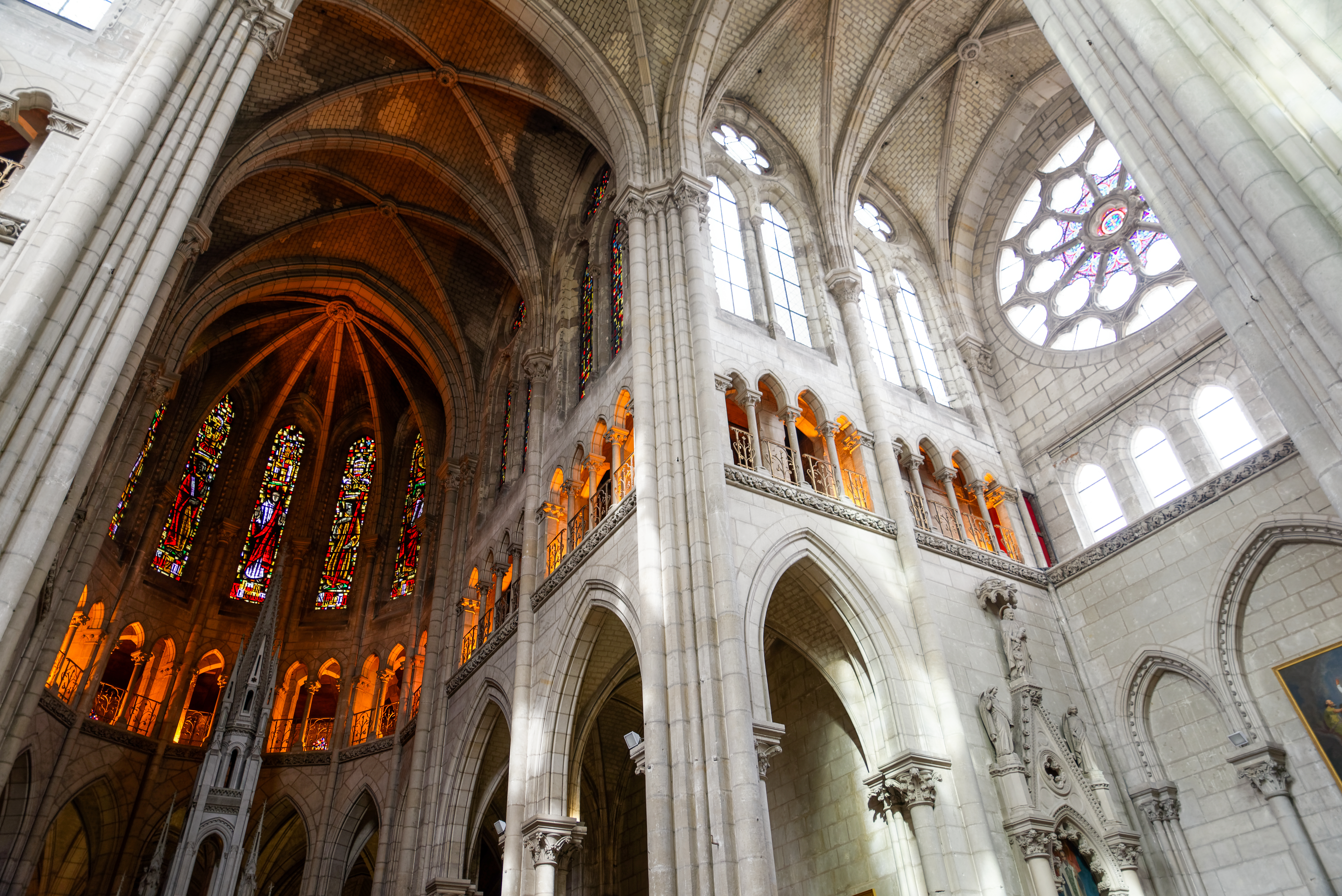
Chœur et transept de la basilique Saint-Nicolas.

Au début du XVe siècle, les fortifications s'étant détériorées, le duc François Ier fait rénover les murs et reconstruire la porte Saint-Nicolas (au niveau de la jonction entre les actuelles rues de l'Arche-Sèche et du Commandant-Boulay). Dans le même temps, l'église Saint-Nicolas fait l'objet de travaux : son nom est mentionné pour la première fois sur un document de 1444, qui certifie l'intervention sur le portail de l'édifice de Mathurin Rodier, qui était également occupé à la reconstruction de la porte Saint-Nicolas toute proche. L'église est à cette époque au cœur d'une paroisse qui porte son nom.
À partir de 1450, l'église connaît des agrandissements successifs, qui accompagnent l'accroissement important de la population de la paroisse. Le conseil de fabrique décide l'acquisition de plusieurs maisons : celle d'un certain Michel Botinat, et une autre appartenant à des religieux du couvent Saint-Marie de Pornic, et enfin celle de Jehan Rouxeau, homme d'armes du duc de Bretagne. Ainsi sont acquises les parcelles qui séparent le bâtiment de la courtine, et la nef de l'église s'appuie dès lors sur un tronçon de l'ancienne muraille de Pierre Ier, dont les vestiges sont encore visibles au XXIe siècle dans la rue Duvoisin, qui longe l'église actuelle à l'ouest. Les extensions successives sont telles qu'elles justifient une nouvelle inauguration, menée par l'évêque Pierre du Chaffault le 24 février 1478. Deux des éléments marquants de l'édifice sont un vitrail de 20 mètres de hauteur et un autel orné de 26 statues.

### XVIIeetXVIIIesiècles

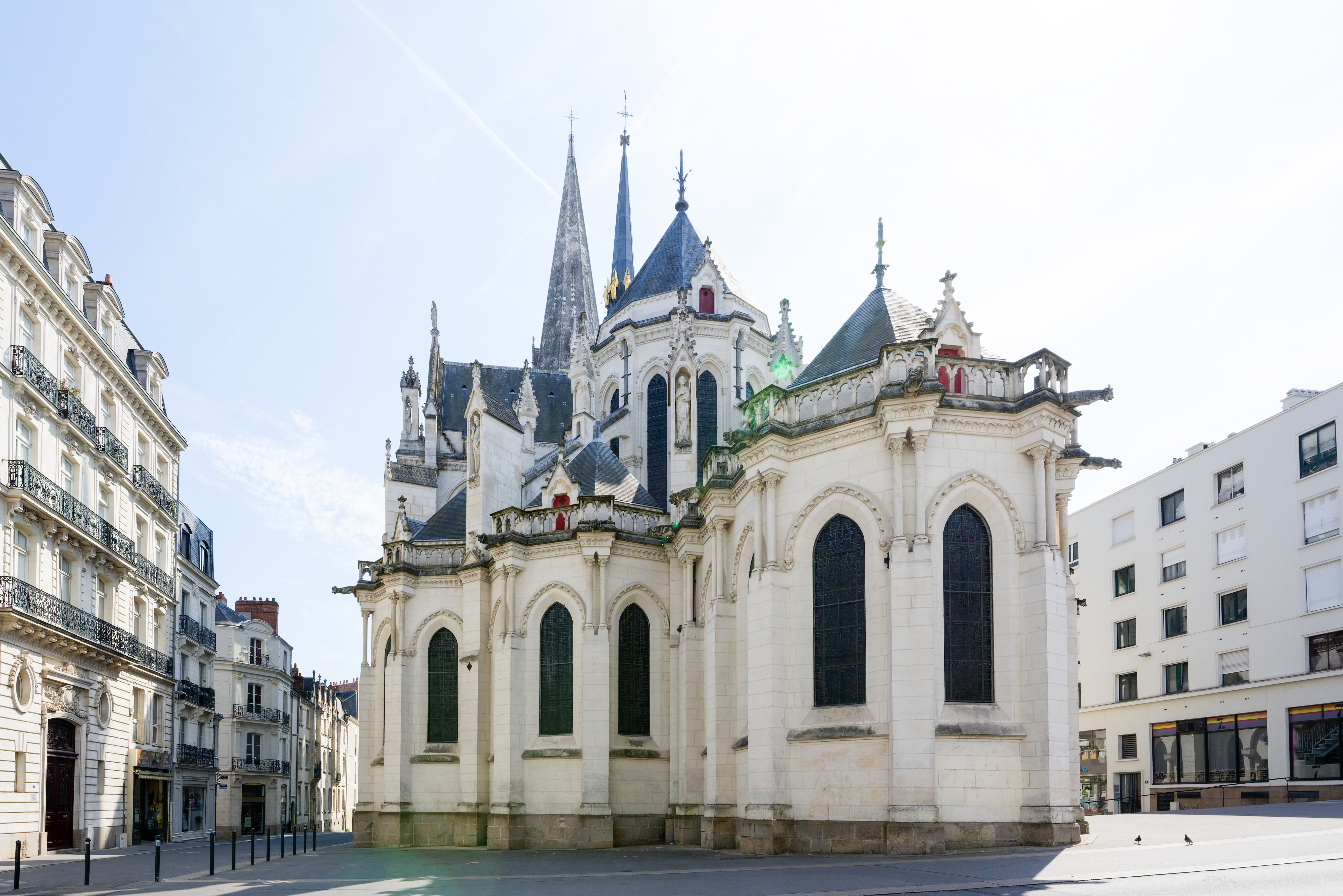
Le chevet de la basilique Saint-Nicolas.

Au milieu du XVIIe siècle, le clocher menace ruine. Une levée de fonds est nécessaire, incluant la vente de livres liturgiques précieux. Les travaux peuvent commencer en 1766, et s'achèvent en 1772. Cependant, la paroisse envisage la reconstruction totale de l'édifice. Des plans sont dressés dès 1773, et les travaux sont décidés en 1789. La rénovation de 1766-1772 porte donc la touche finale à l'ancien édifice qui comporte trois nefs séparées par un gros pilier. Le chevet est plat. Son abside se trouvait à l'emplacement de l'actuelle rue Affre, et on pouvait y accéder par le sud depuis la place Félix-Fournier. L'accès principal se fait au sud, via un porche, situé au niveau de l'actuelle place Félix-Fournier. L'église présente toujours son vitrail monumental et son autel orné.

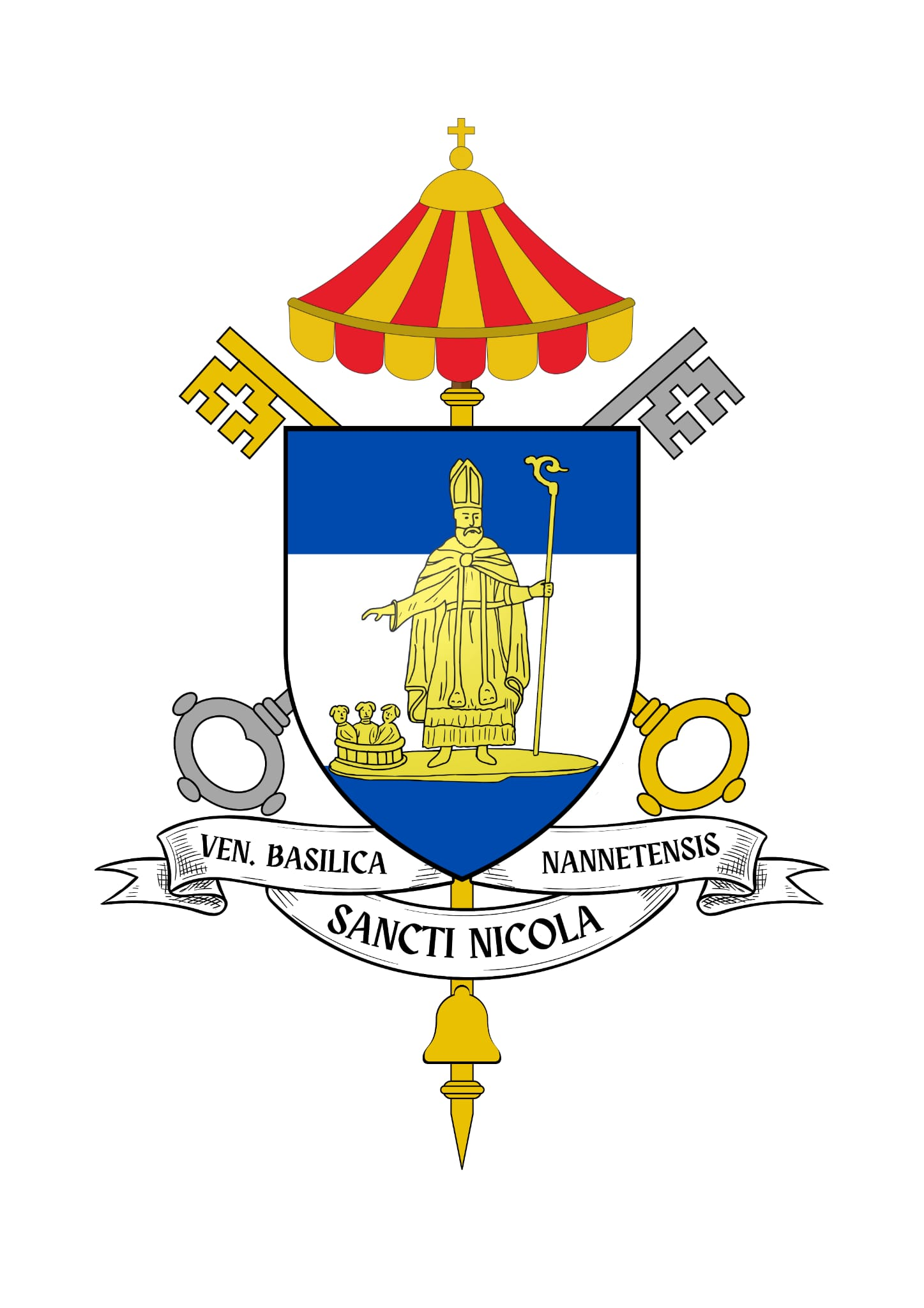
Blason numérique de la basilique Saint-Nicolas de Nantes.

### Le nouvel édifice

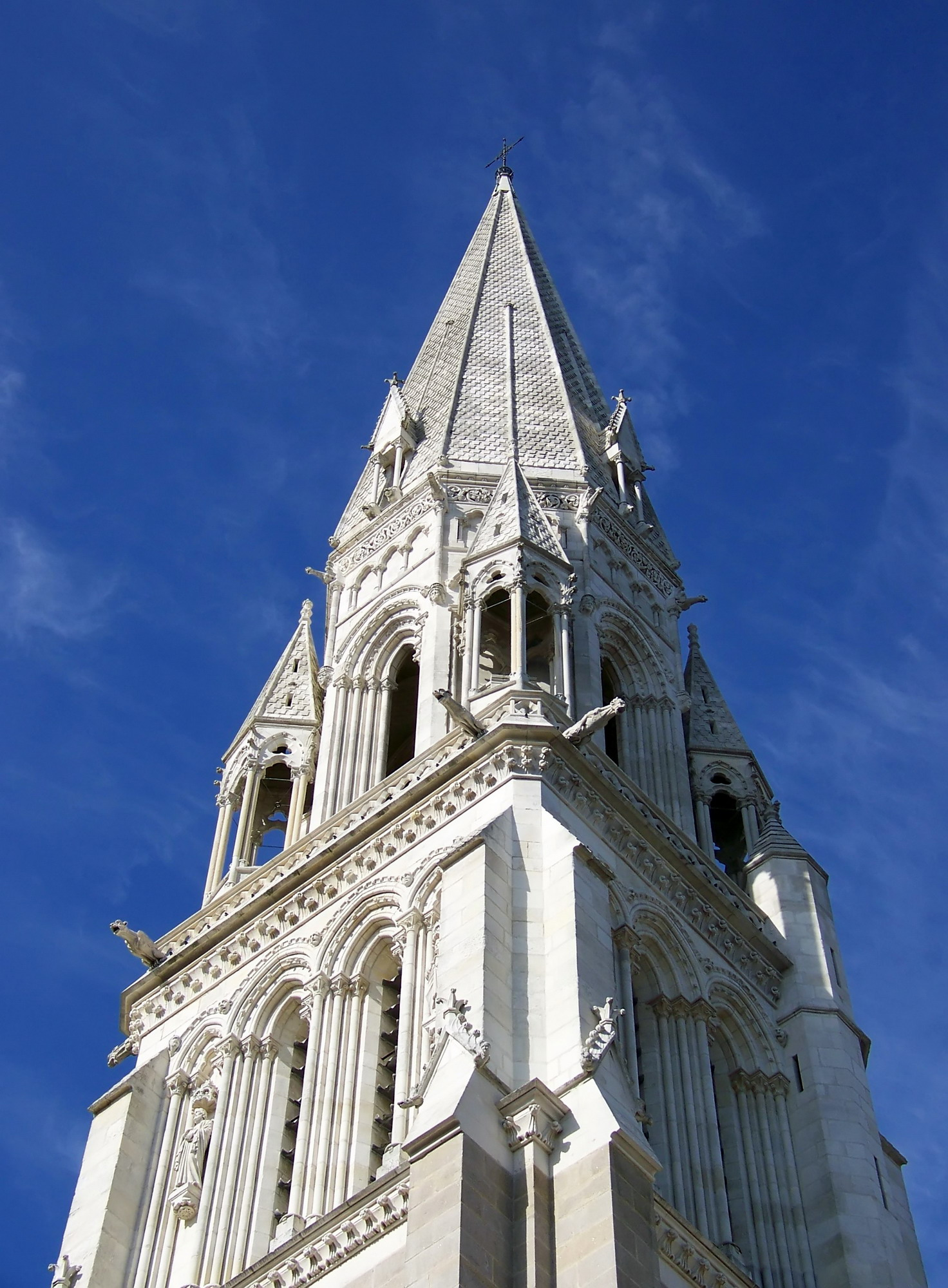
Le clocher de la basilique Saint-Nicolas.

Sous l'impulsion de Félix Fournier, curé de la paroisse et futur évêque de Nantes, la construction de l'église actuelle s'échelonne de 1844 (pose de la première pierre) à 1869 (bénédiction de l'édifice) sur un terrain exigu qui l'oblige à être orientée sur un axe nord-sud, et non pas est-ouest comme le voudrait la tradition chrétienne (soleil levant sur le sanctuaire). L'édification du clocher occupe à elle seule les quinze dernières années des travaux. Une médaille commémorative célèbre la pose de la première pierre de la nouvelle église, sous le règne de Louis-Philippe, l'administration du préfet Achille Chaper et du maire Ferdinand Favre. L'église est bâtie en granite de la région, ainsi qu'en pierres dures et tuffeau de Touraine. Le projet est confié à Jean-Baptiste-Antoine Lassus, élève de Henri Labrouste et collaborateur de Eugène Viollet-le-Duc, qui en fait, avec Piel, l'un des tout premiers projets néo-gothiques en France.
Elle est érigée en basilique mineure le 26 octobre 1882 par le pape Léon XIII.
Le tombeau de Félix Fournier, décédé en 1877, est installé en 1883.
Le mobilier néogothique fait l’objet d’une inscription au titre des monuments historiques depuis le 20 novembre 1985, un an avant que l'église ne soit elle-même classée le 6 novembre 1986.

### Dégâts et reconstruction

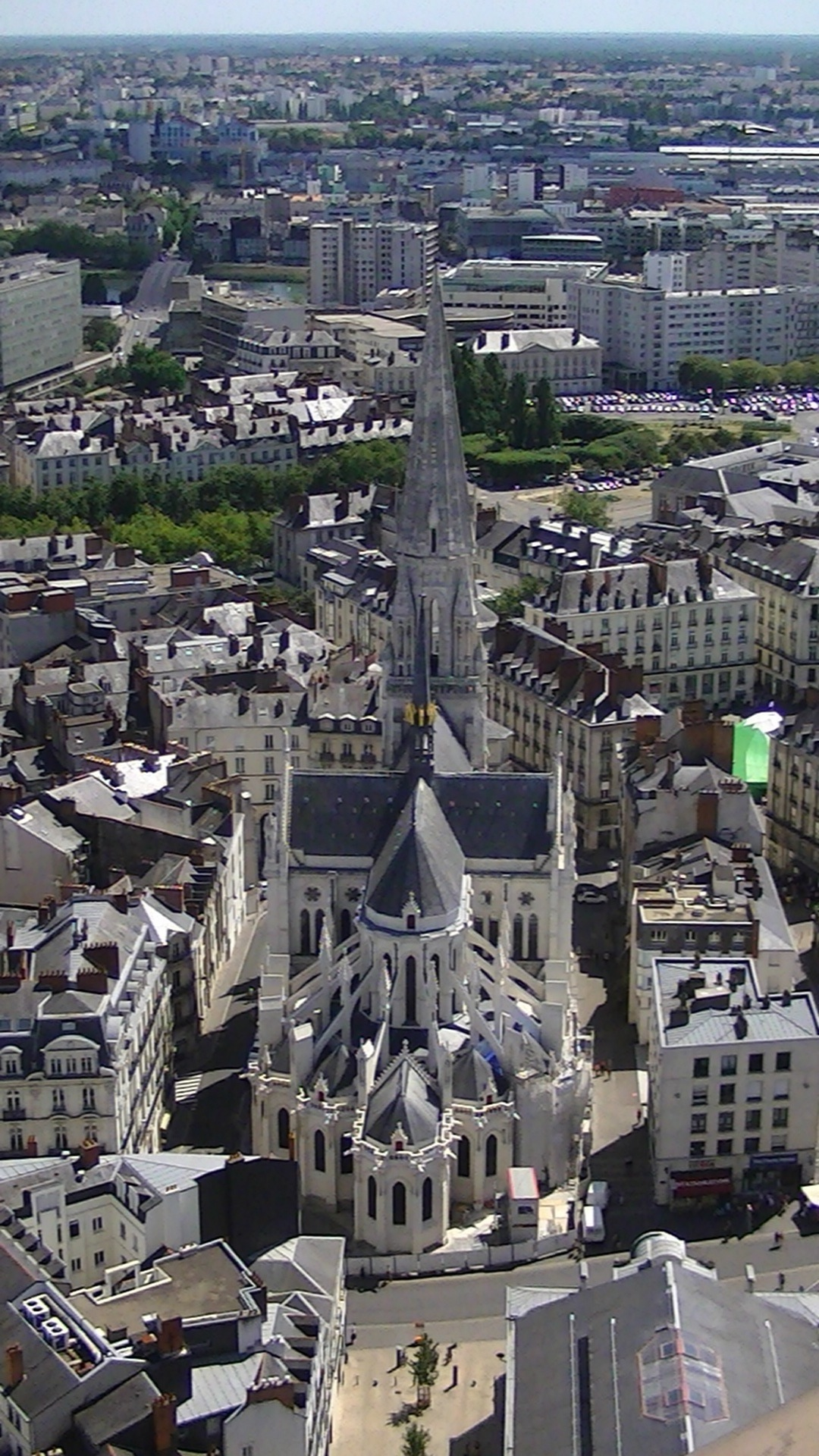
La basilique Saint-Nicolas vue de la Tour Bretagne.

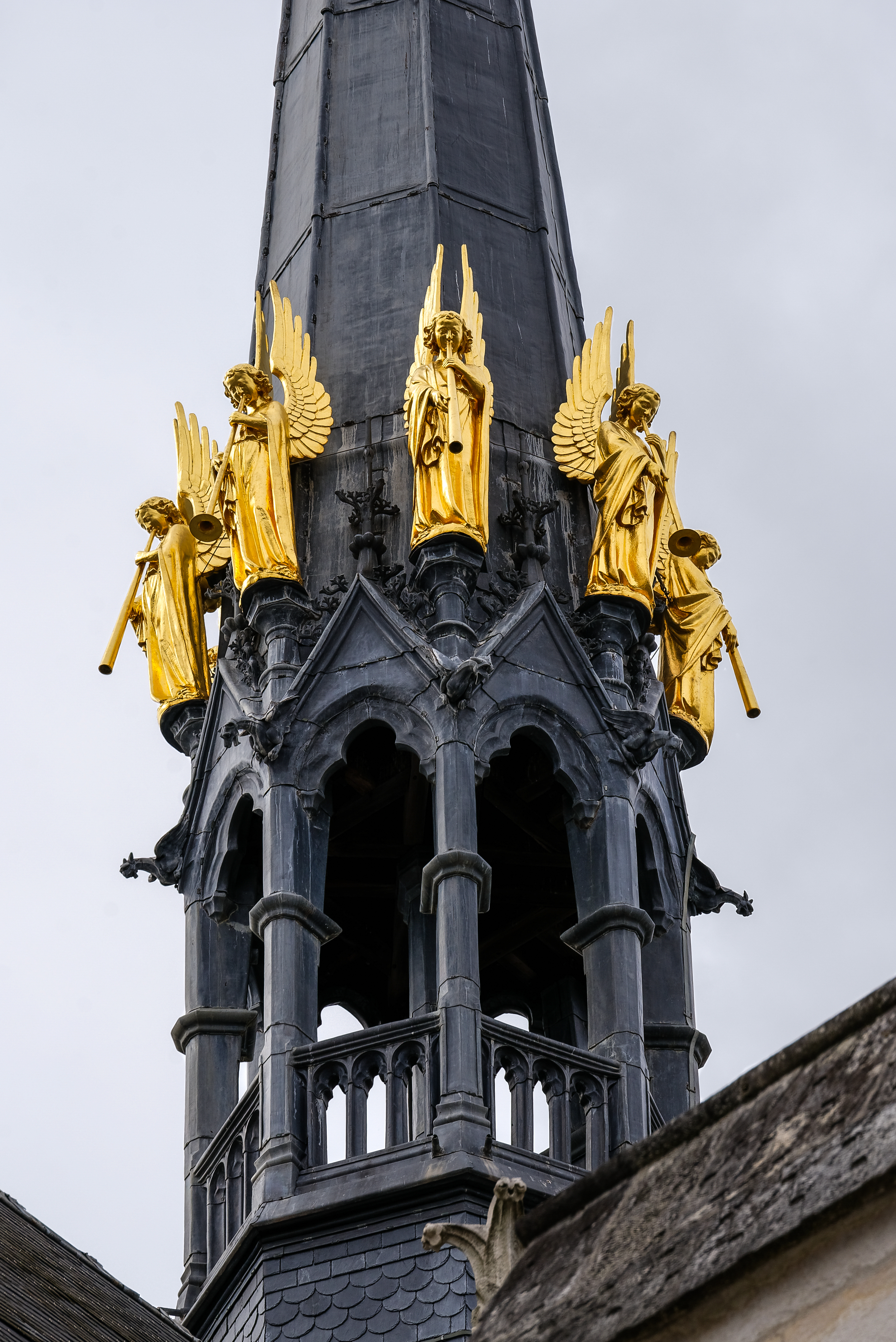
Les anges de la flèche de la basilique Saint-Nicolas.

L'église est gravement endommagée lors du bombardement allié du 16 septembre 1943 qui touche tout le quartier, notamment une partie de la place Royale, toute proche, et de la rue du Calvaire qui la longe au nord. Paul Caillaud, directeur de la défense passive nantaise, indique que
« l'église était gravement atteinte, dans son déambulatoire, le long de le rue Affre, près du clocher qui fut heureusement épargné. Deux ogives de voûte sont disloquées. (...) Il semble qu'un projectile de D.C.A. ou une bombe de petit format soit tombée perpendiculairement ou ait éclaté au sol (...) puis d'autres bombes, entrées obliquement, ouvrirent les cintres et les murs de clôture, disloquèrent en partie les boiseries de l'orgue, éventrèrent le sol... Le tombeau de Mgr Fournier, lourd socle de marbre, est brisé. ». La guerre finie, le chantier de reconstruction débute en 1953 et dure jusqu'en 1974. Le grand-orgue endommagé, datant de 1901, est ainsi démonté, mais ultérieurement reconstruit, en deux tranches de travaux, en 1963 et 1985.

La pierre extérieure est noircie et fragilisée au XXe siècle, essentiellement sous l'effet de la pollution atmosphérique : une nouvelle tranche de travaux est donc lancée en 2004 sous la direction de Pascal Prunet, architecte en chef des Monuments Historiques, consistant à restaurer le tuffeau et le granit mais aussi à reprendre intégralement divers éléments extérieurs excessivement abîmés.

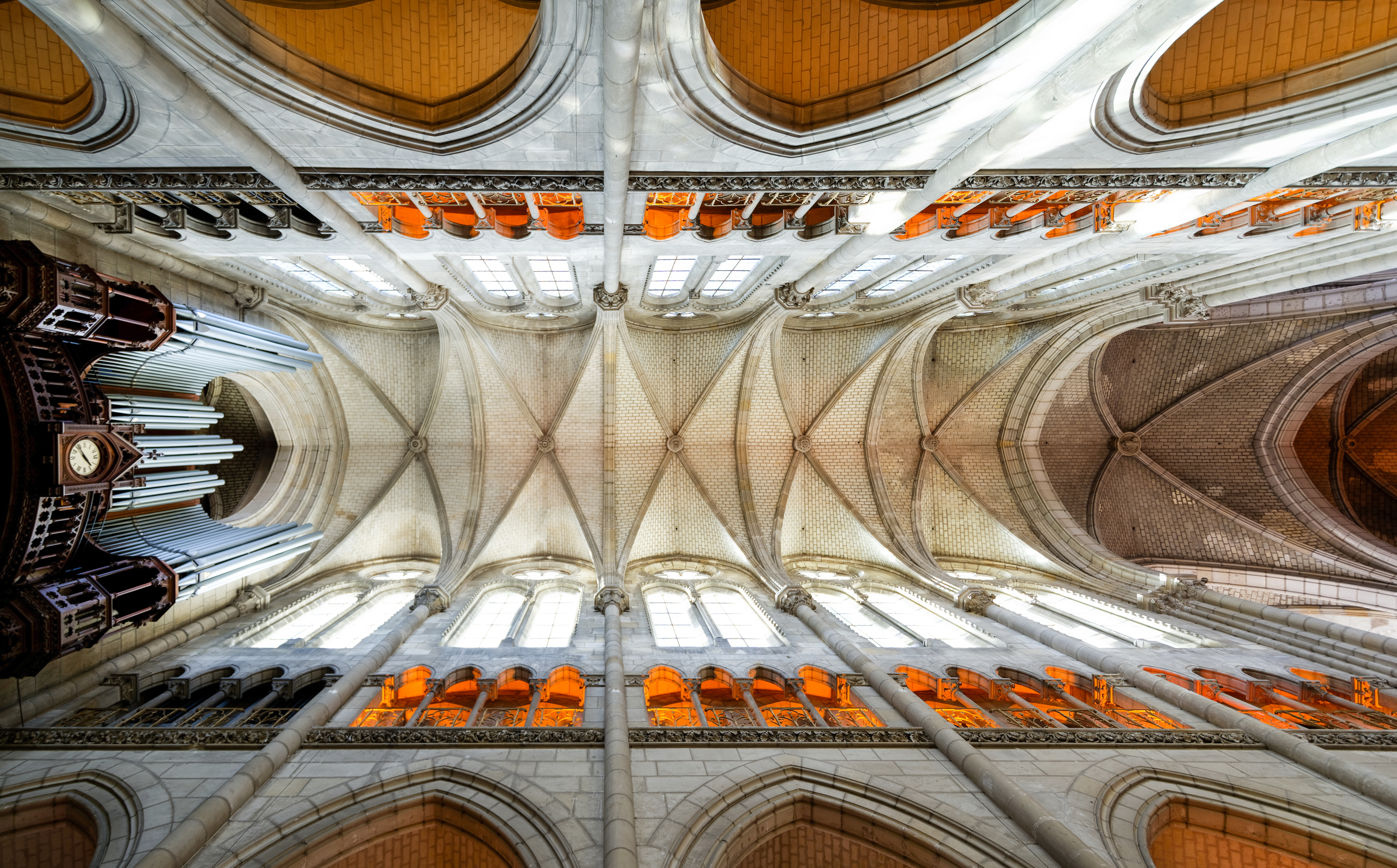
Nef de la basilique Saint-Nicolas.

## Les cloches
Le clocher abrite une  sonnerie de 5 cloches de volée, fondues en 1882 par Adhémar Astier, fondeur de cloches à Nantes.
- La voix de Dieu dans sa force (bourdon) : mi 2 - 7 270 kg
- Anne-Joséphine-Aimée : la 2 - 2 896 kg
- Louise-Anne-Cécile : si - 2 031 kg
- Joséphine-Elisabeth-Louise : do # 3 - 1 451 kg
- Céleste : mi 3 - 876 kg

Le bourdon fait partie des 10 cloches au son le plus grave de France. La note qu’il donne (Mi 2) est plus grave que celle du bourdon de Notre-Dame de Paris. 

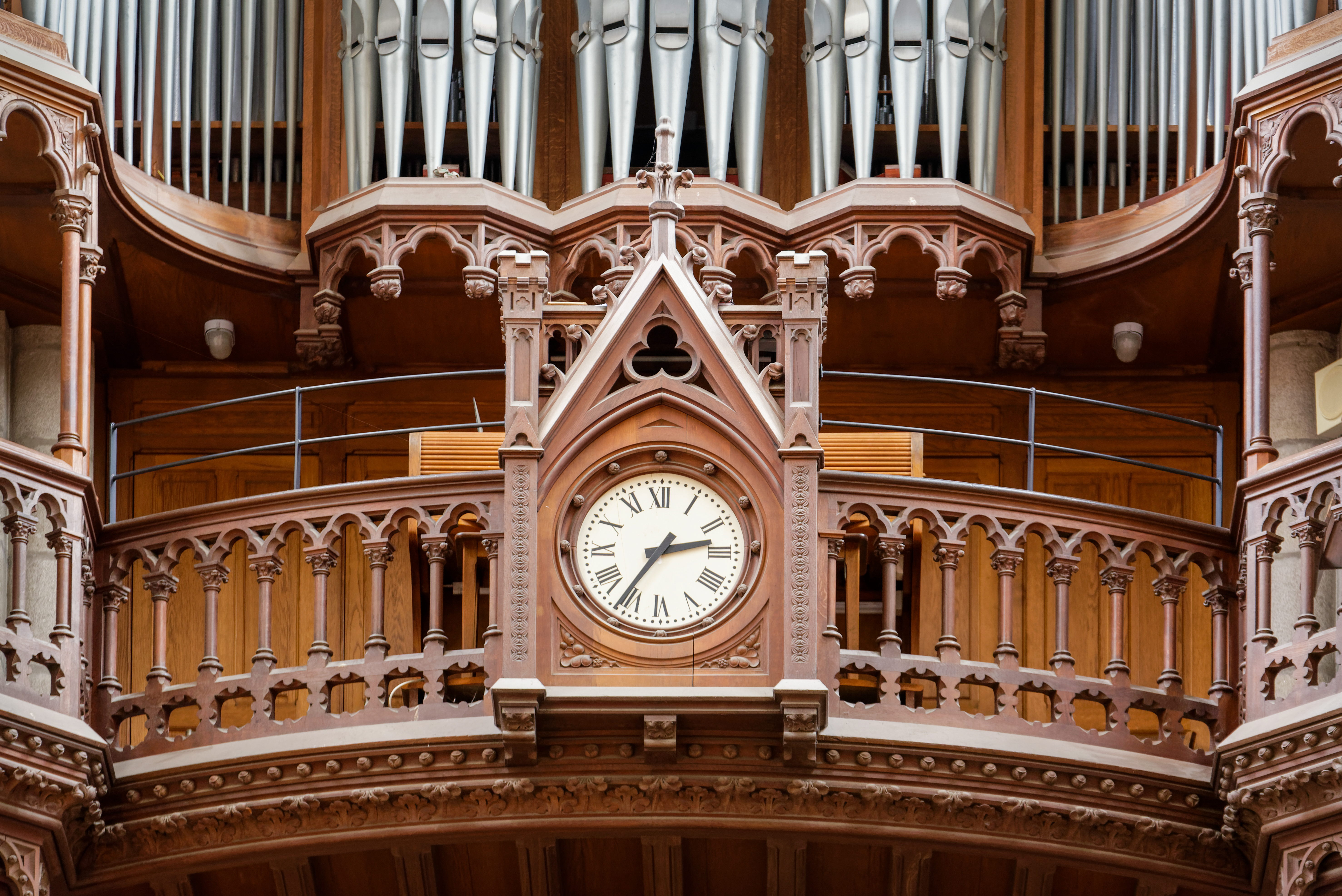
Détail du grand orgue avec son horloge.

## Galerie

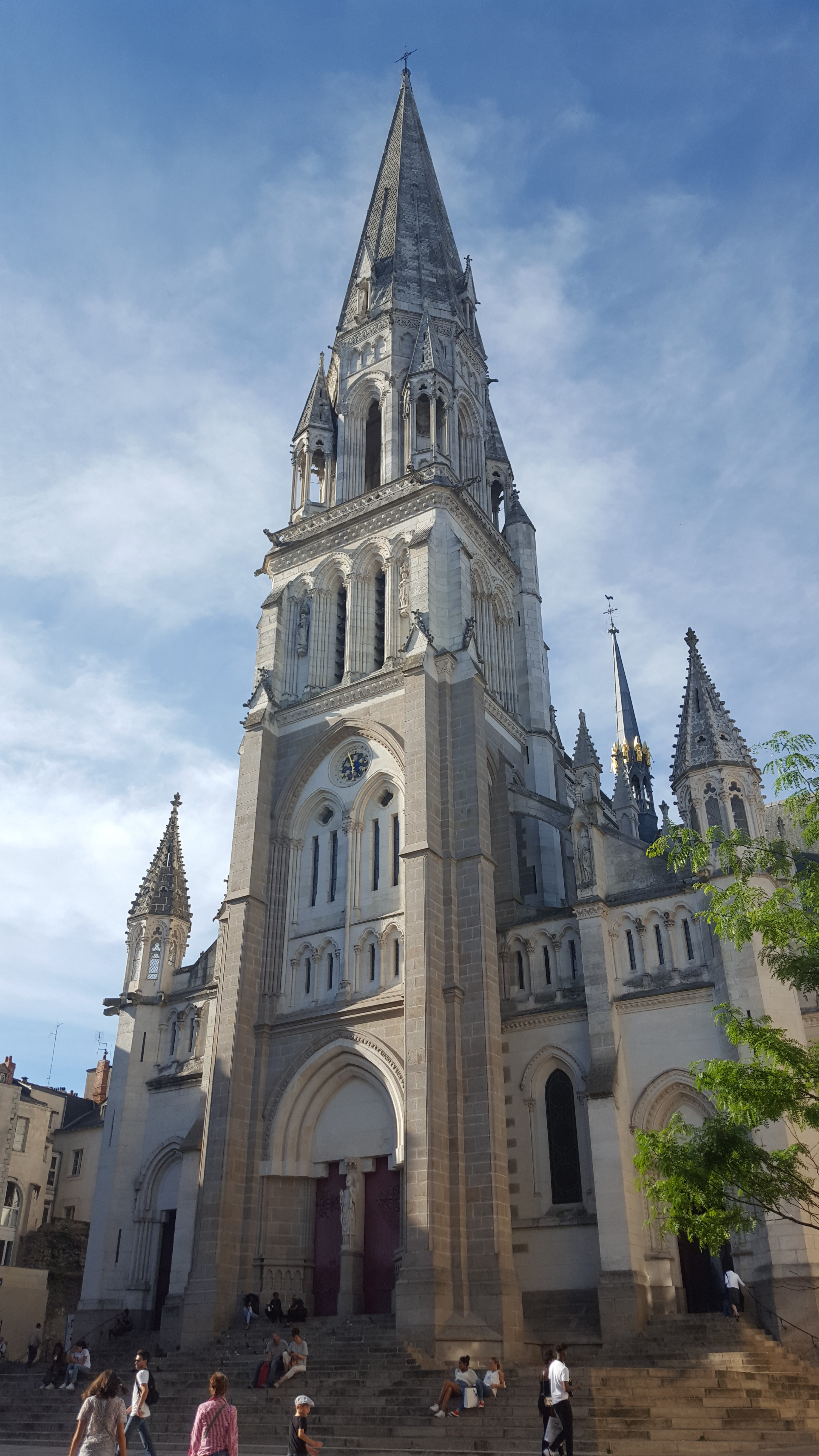
Le clocher.
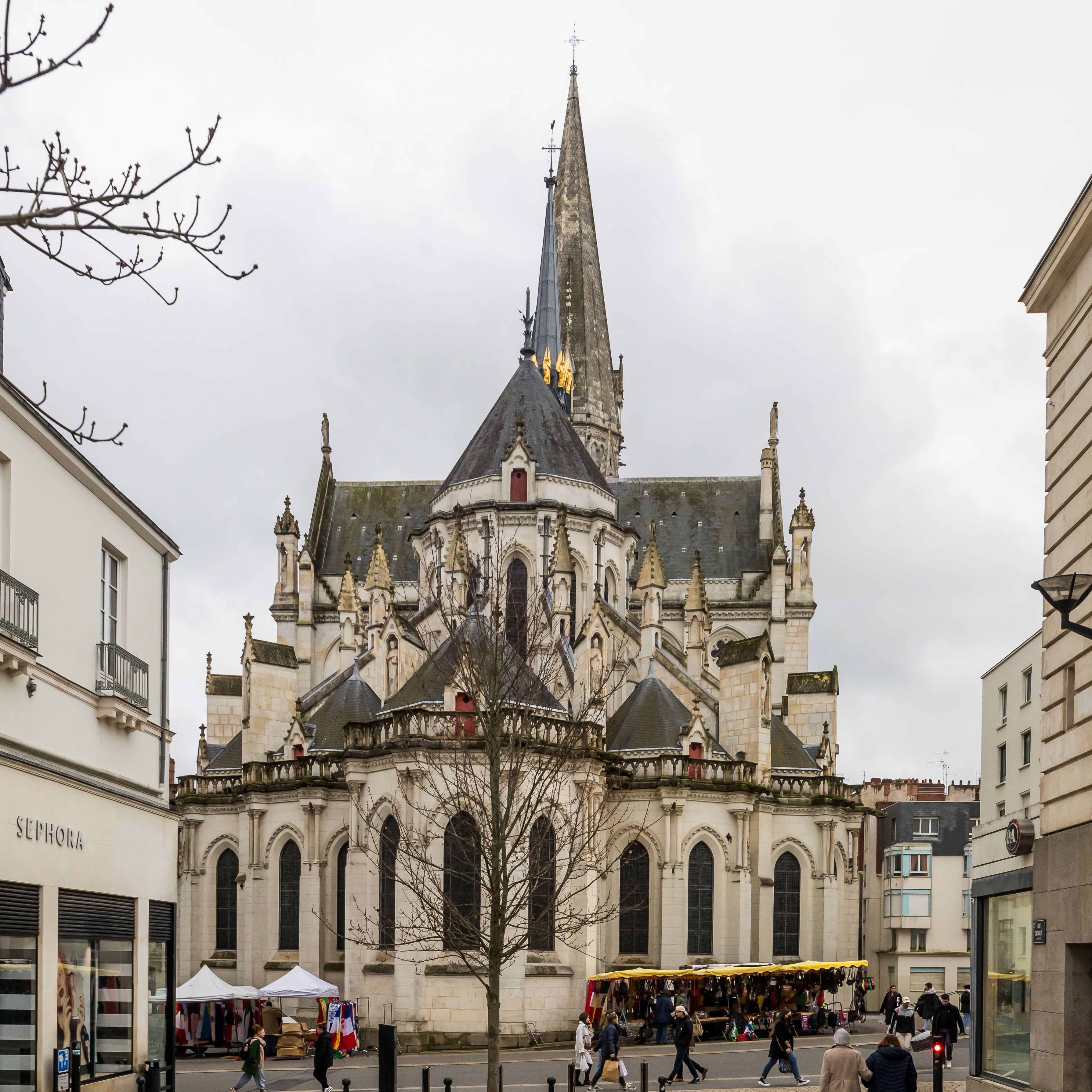
Le chevet, la flèche et le clocher.
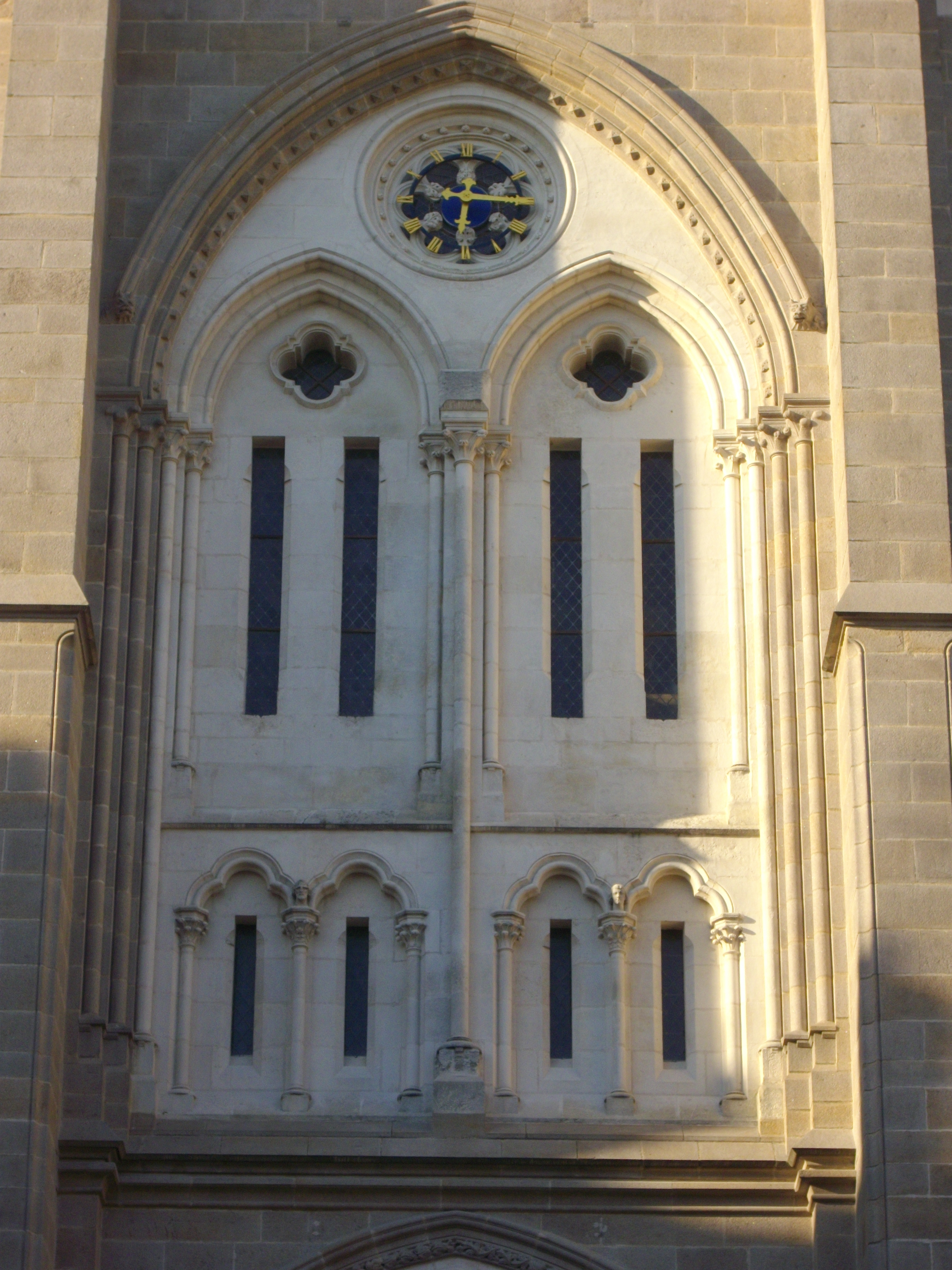
Horloge de la façade occidentale.
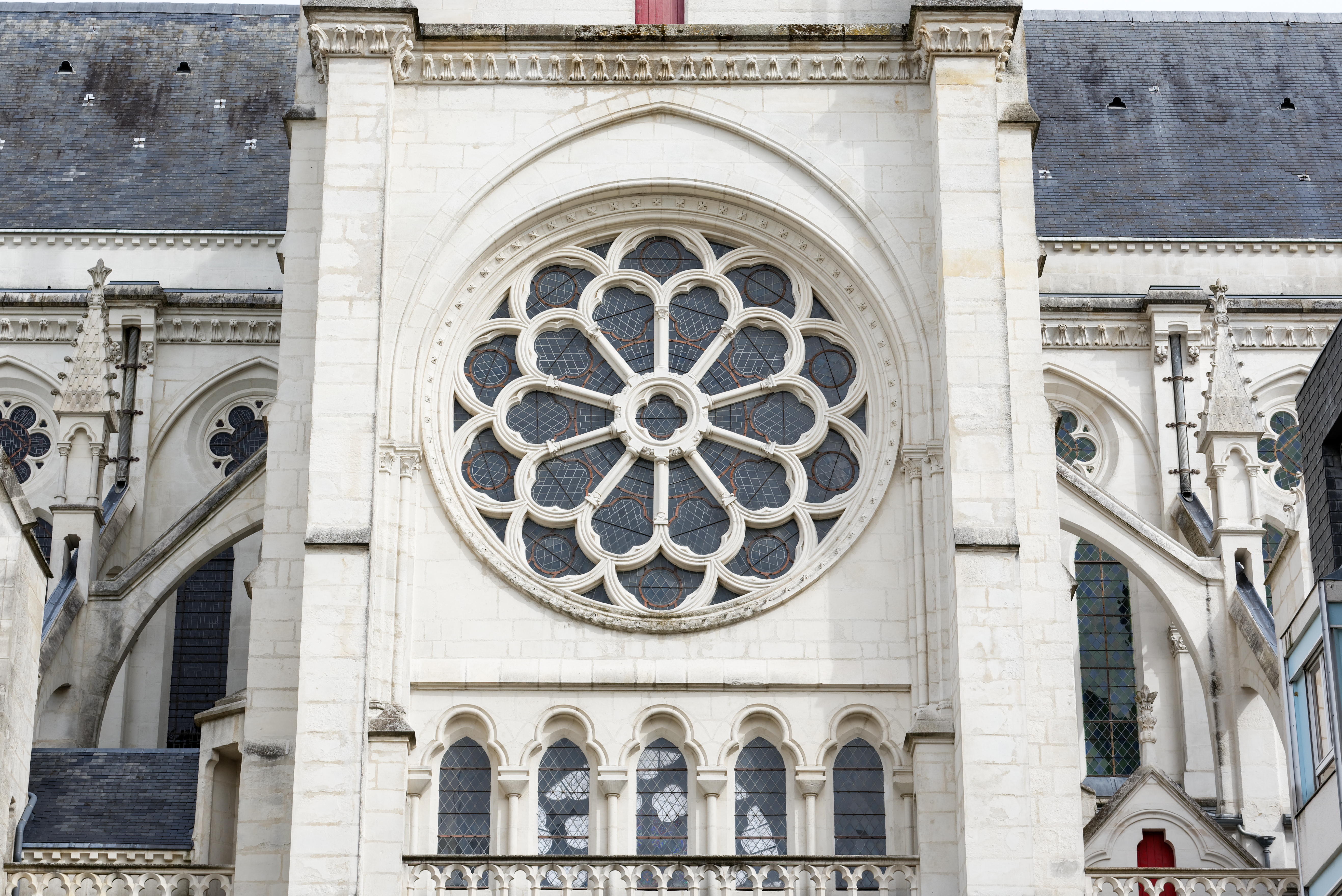
La rosace du transept.
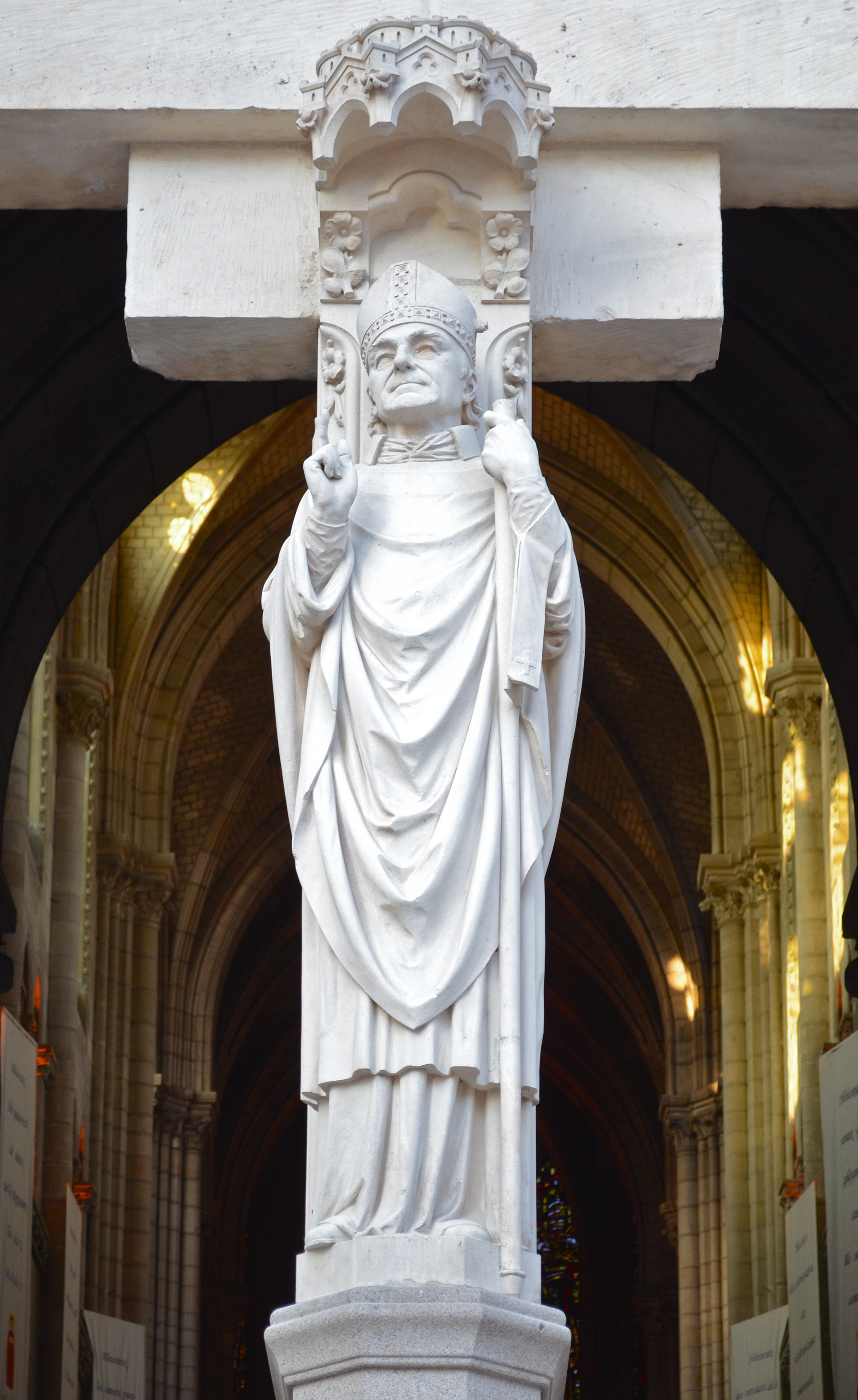
Statue du portail.
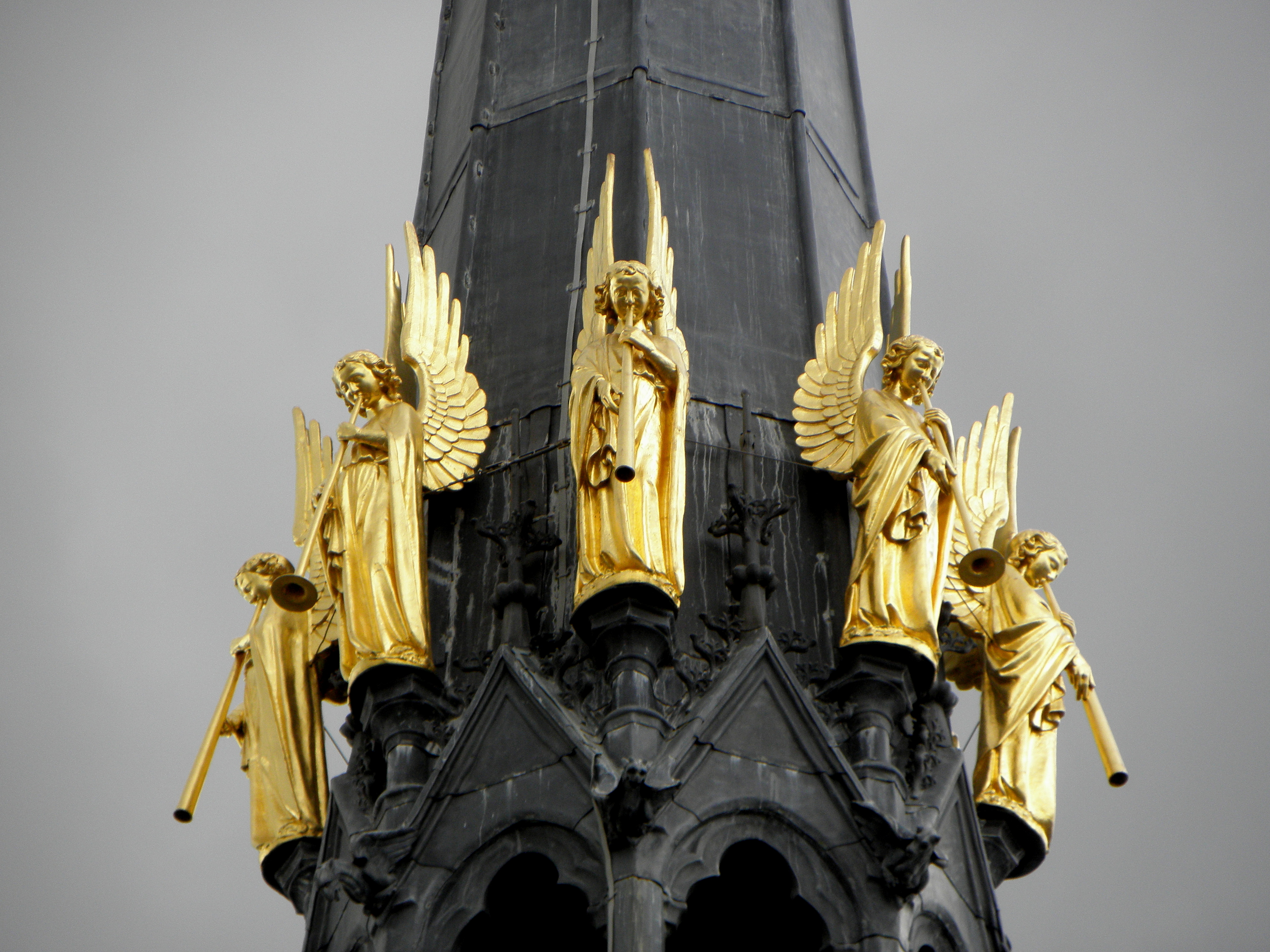
Flèche aux huit anges.
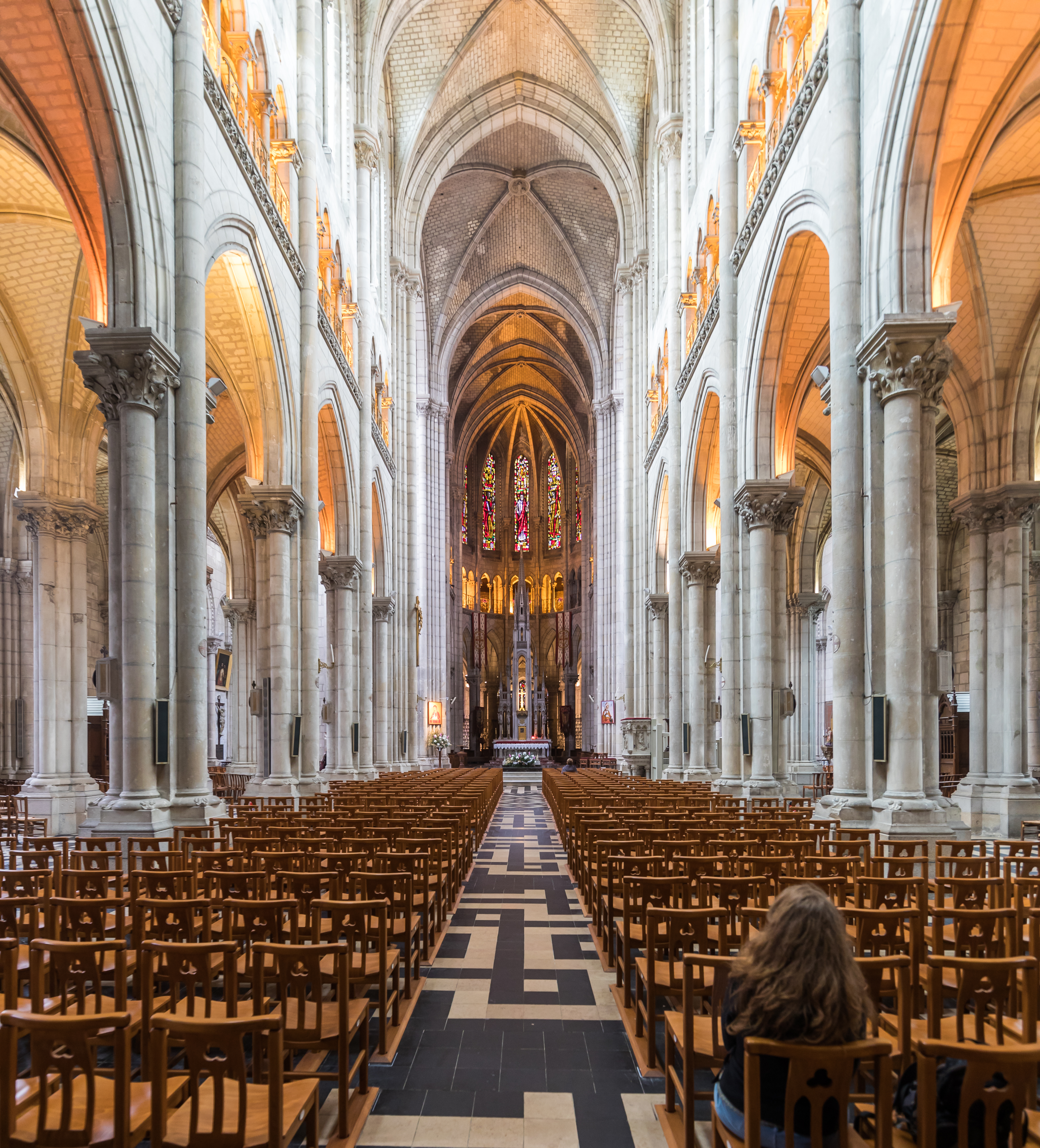
La nef.
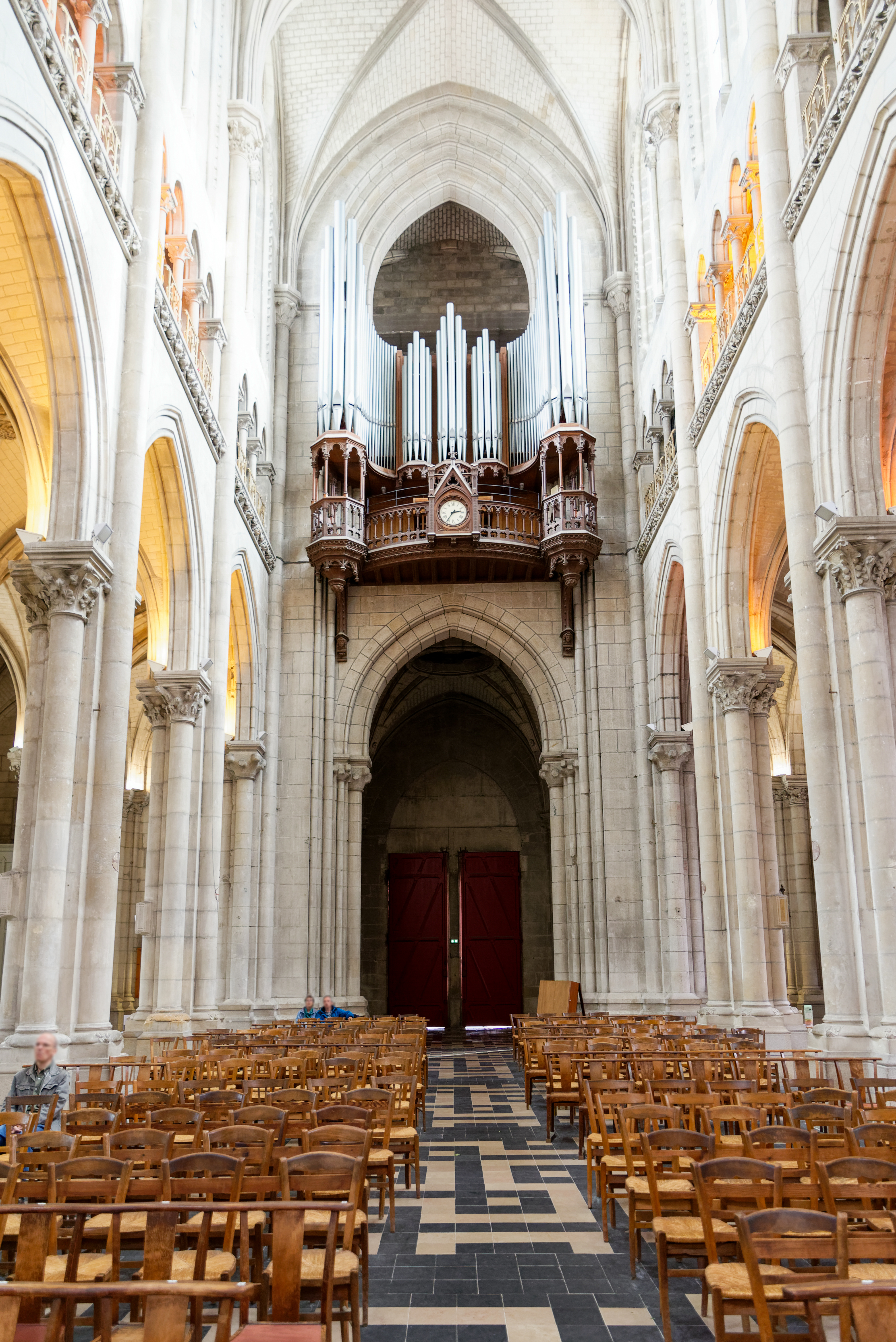
Le grand orgue.
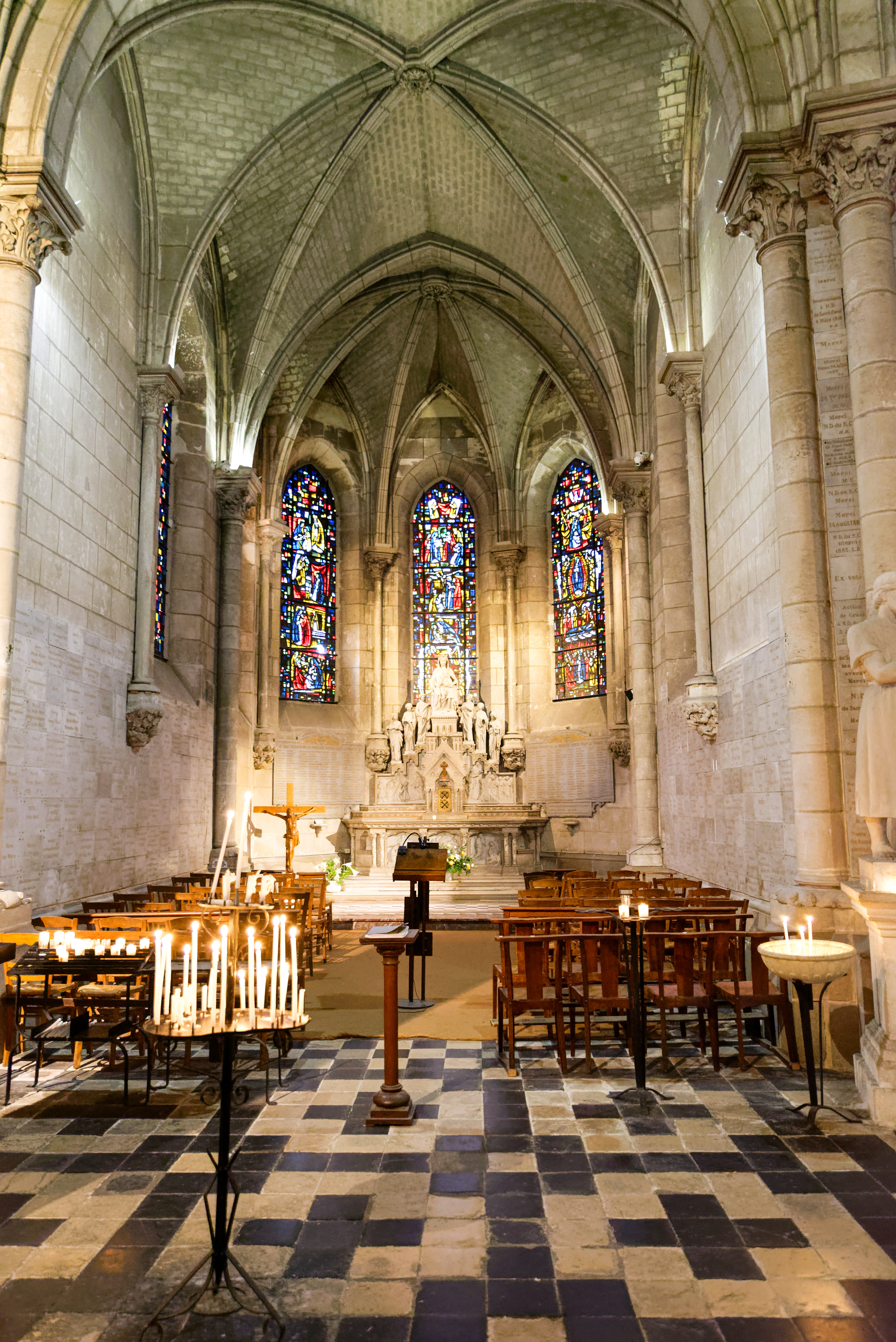
La chapelle de la Vierge.
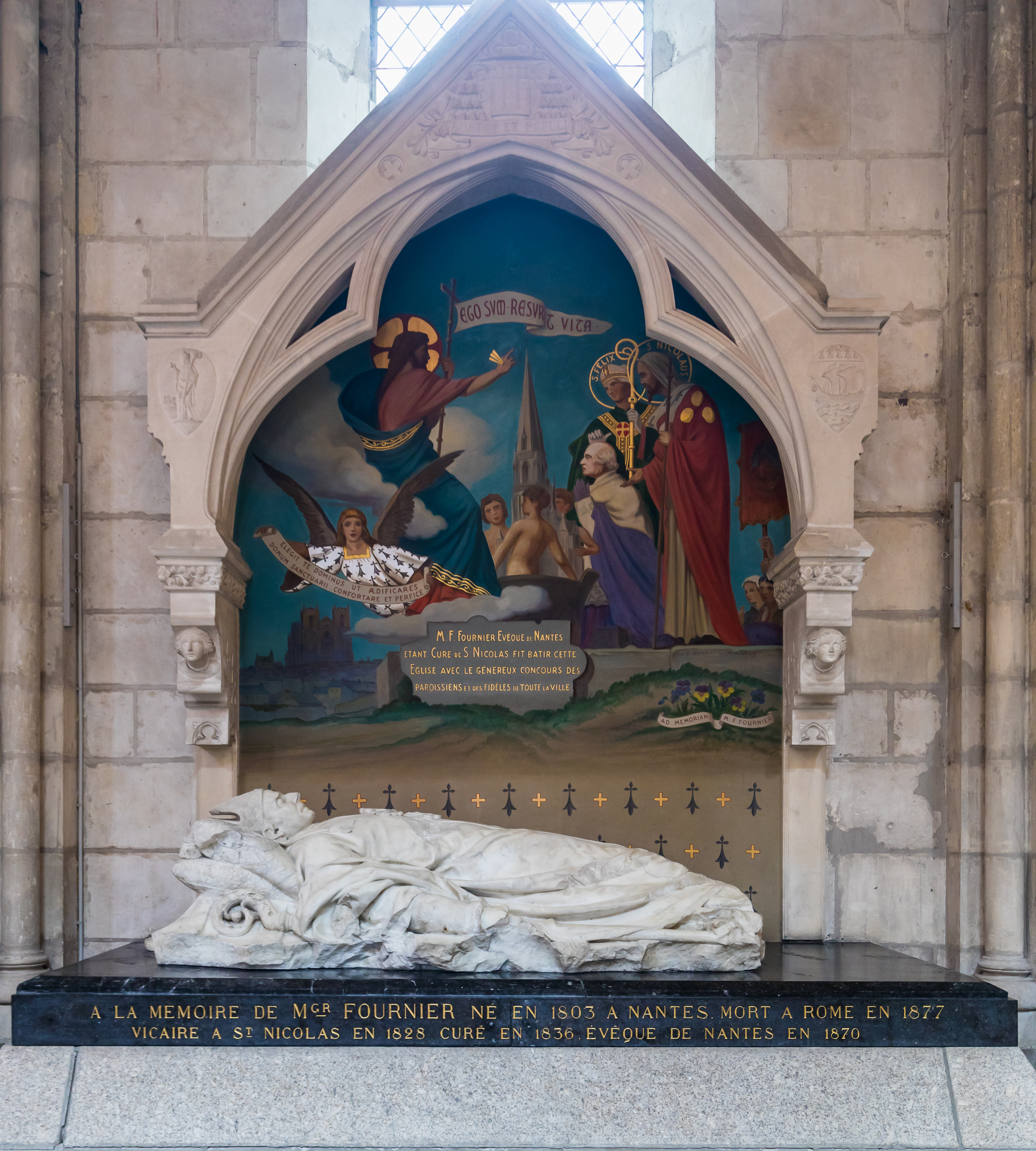
Monument dédié à Mgr Félix Fournier, évêque de Nantes de 1870 à 1877.
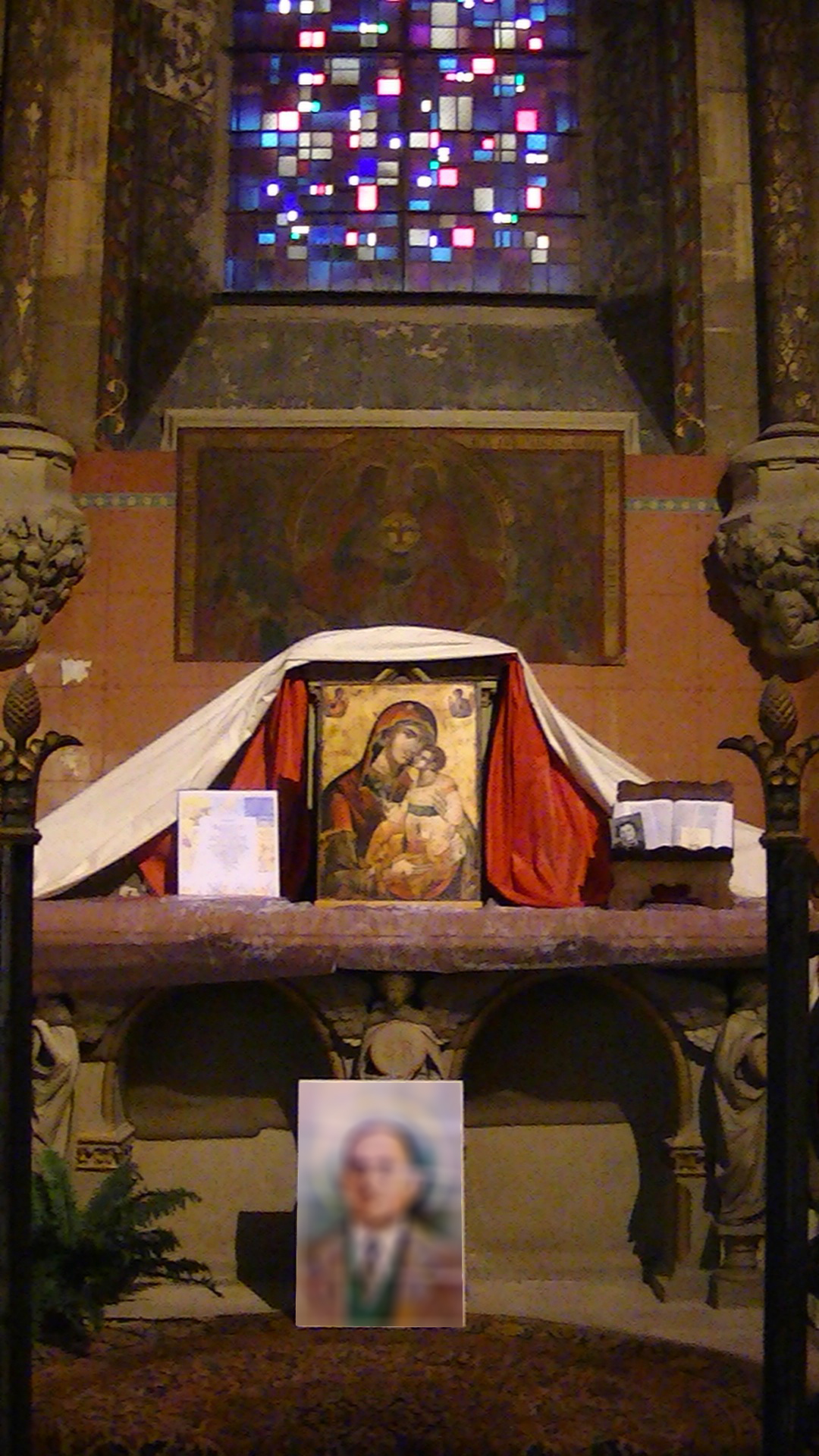
Chapelle dédiée au bienheureux Ceferino, martyr, premier gitan béatifié.
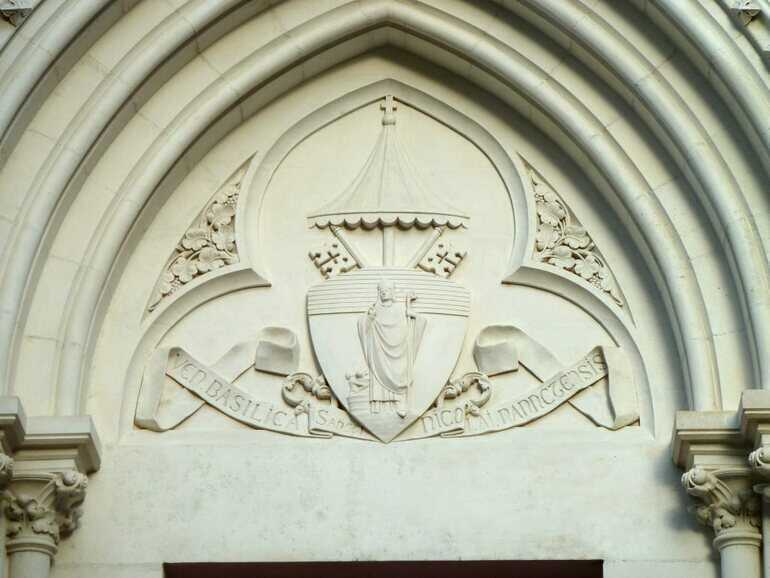
Blason sur la porte sud de la basilique Saint-Nicolas de Nantes.

## Curés
- Brelet de La Rivellerie - 1731-1781
- Jean-Baptiste Lefeuvre - 1781-1813
- André-Mathieu Thebaud - 1813-1818
- René Chevriau - 1818-1823
- François du Paty - 1823-1836
- Félix Fournier - 1836-1870
- Charles Guillet - 1870-1874
- Alexandre Roy - 1874-1891
- Alfred-Pierre Creton - 1891-1900
- François Jarnoux - 1900-1918
- Joseph Robert - 1919-1946
- Charles Hamel - 1946-1956
- Henri Dubreil - 1956-1973
- André Gouin - 1973-1979
- Pierre Hervy - 1979-1989
- Jean Corbineau - 1989-2000
- Loïc Cacot - 2000-2002
- Pierrick Feidel 2004-2008
- Patrice Eon - 2008-2013
- Sébastien de Groulard - 2013-2019
- Loïc Le Huen - 2019